# Романов, Андрей Александрович
Андрей Александрович (11 [23] января 1897, Санкт-Петербург — 8 мая 1981, Фавершем, Великобритания) — князь императорской крови, старший сын великого князя Александра Михайловича и великой княгини Ксении Александровны. Внук Александра III по материнской линии и правнук императора Николая I по прямой мужской линии.

## Биография
Родился 12 [24] января 1897 года в Зимнем дворце Санкт-Петербурга; второй ребёнок в семье. Хотя он не имел права на титул великого князя (так как по мужской линии приходился императору лишь правнуком), при рождении князя по настоянию его бабушки императрицы Марии Фёдоровны был дан 21 пушечный залп, которым обычно возвещают о рождении великих князей (для князей крови императорской было положено 15 пушечных выстрелов).
В юности князь Андрей часто путешествовал по Европе вместе с родителями. До революции он служил в Кавалергардском полку в чине корнета. Уволен из полка 16 июня 1917 года по собственному прошению.
После Октябрьской революции Андрей Александрович находился под арестом в крымском имении Дюльбер. Вместе с отцом и женой 11 декабря 1918 года покинул Крым на борту корабля британского Королевского флота «Форсайт».
В эмиграции жил во Франции и Великобритании. Покровитель ордена православных рыцарей Святого Иоанна Иерусалимского, стоял у истоков Объединения членов рода Романовых.
Умер у себя дома 8 мая 1981 года. Похоронен на местном кладбище.

## Семья
В первый раз женился 12 июня 1918 года в домовой церкви Ай-Тодора на Елизавете Фабрициевне Сассо (1886—1940), дочери итальянского герцога Руффо и Натальи, дочери князя А. В. Мещерского. Умерла от рака 29 октября 1940 года. От брака с княгиней Елизаветой Фабрициевной имел троих детей:
- Ксения (1919—2000) — в 1945 году вышла замуж за Калхона Анкрума (Calhoun Ancrum, 1915—1990), развелись в 1954 году. Во втором браке с 1958 года за Джеффери Туфом (Geoffrey Tooth, 1908—1998). Детей от браков не было.
- Михаил (1920—2008) — в 1953 году женился на Эстер Мерфи (Esther Murphy, род. 1921), развелись в 1953 году. Во втором браке с 1954 года женился на Ширли Краммонд (Shirley Crammond, 1916—1983). В третьем браке с 1993 года женился на Джулии Креспи (Giulia Gemma Crespi, род. 1930). Детей от браков не было.
- Андрей (1923—2021) — в 1951 году женился на Елене Константиновне Дурневой (Elena Dourneva, 1927—1992), развелись в 1959 году. Во втором браке с 1961 года женился на Кетлин Норрис (Kathleen Norris, 1935—1967). В третьем браке с 1969 года женился на Инес фон Бачелин (Inez von Bachelin, род.1930). Трое сыновей. С 31 декабря 2016 года большей частью потомков императора Николая I признавался главой рода Романовых.

В Мортоне близ Фавершема 21 сентября 1942 г. Андрей Александрович женился вторично на Надин Сильвии Аде Макдугал (1908—2000), дочери Герберта Макдугала и Сильвии Нордштейн. Во втором браке имел одну дочь:
- Ольга (род. 1950) — в 1978 году вышла замуж за Томаса Мэтью (Thomas Mathew, род. 1945), развелись в 1989 году. Четверо детей.

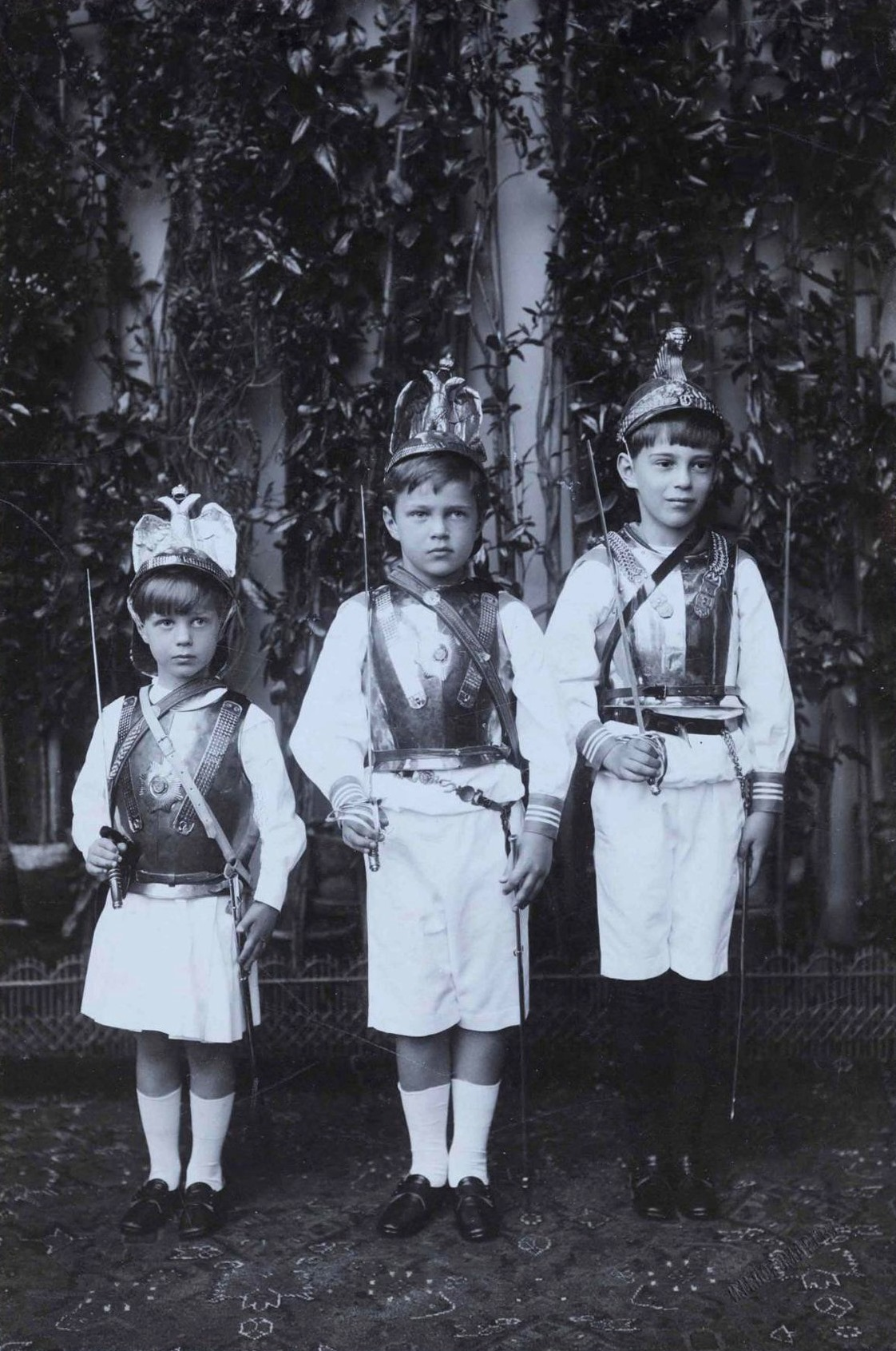
Андрей Александрович (справа) с братьями — Никитой и Фёдором. 1904 г.
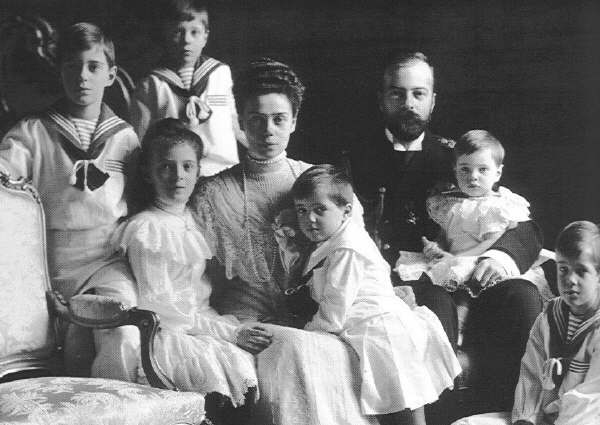
Александр Михайлович и Ксения Александровна с детьми. Петербург, 1905 год.